# Albert Döderlein

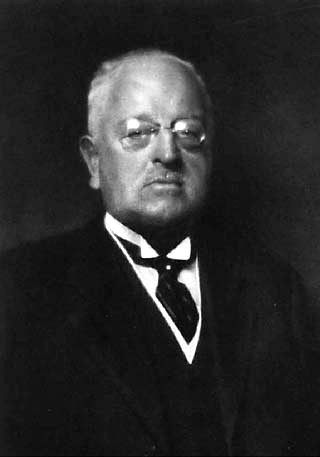
Albert Döderlein

Albert Sigmund Gustav Döderlein (* 5. Juli 1860 in Augsburg; † 10. Dezember 1941 in München) war ein deutscher Gynäkologe (Frauenarzt).
Nach ihm wurden die von ihm 1892 in Das Scheidensekret und seine Bedeutung für das Puerperalfieber erstmals im Sekret der Vagina beschriebenen Milchsäurebakterien Döderlein-Bakterien benannt. Er war auch derjenige, der aus aseptischen Gründen Gummihandschuhe bei der Geburtshilfe und gynäkologischen Behandlungen einführte. Er gilt zudem als Pionier der Strahlentherapie bei Gebärmutterhals-Krebs.

## Werdegang
Albert Döderlein wuchs als Sohn eines Regimentsarztes auf und studierte von 1879 bis 1884 Medizin in Erlangen, wo er im Wintersemester 1879/80 Mitglied der Burschenschaft Germania Erlangen wurde. 1884 wurde er promoviert. Er lehrte ab 1888 in Leipzig, wurde 1897 als ordentlicher Professor nach Groningen berufen, ging aber noch im gleichen Jahr als Professor nach Tübingen und übernahm schließlich 1907 an der Universität München den Lehrstuhl des emeritierten Franz von Winckel. 1892 legte er grundlegende bakteriologische Arbeiten über das Scheidensekret in seiner Bedeutung für die Entstehung des Kindbettfiebers vor. Im Jahr 1901 hatte er die mediane Spaltung als neues Verfahren der vaginalen Hysterektomie beschrieben. Döderlein gehörte zu den ersten Frauenärzten, welche die Strahlentherapie als ein der chirurgischen Behandlung gleichwertiges Verfahren bei der Behandlung gynäkologischer Krebsleiden ansahen, und war 1911, als er auf dem Gynäkologenkongress in Halle berichtete, dass Karzinome durch die Radiumwirkung „wie der Schnee in der Märzsonne“ schmölzen, ein Pionier der Strahlenbehandlung des Kollumkarzinoms mit Radium.
Seit 1918 engagierte er sich in der Münchner Kommission zur Beratung von Fragen der Erhaltung und Vermehrung der Volkskraft.

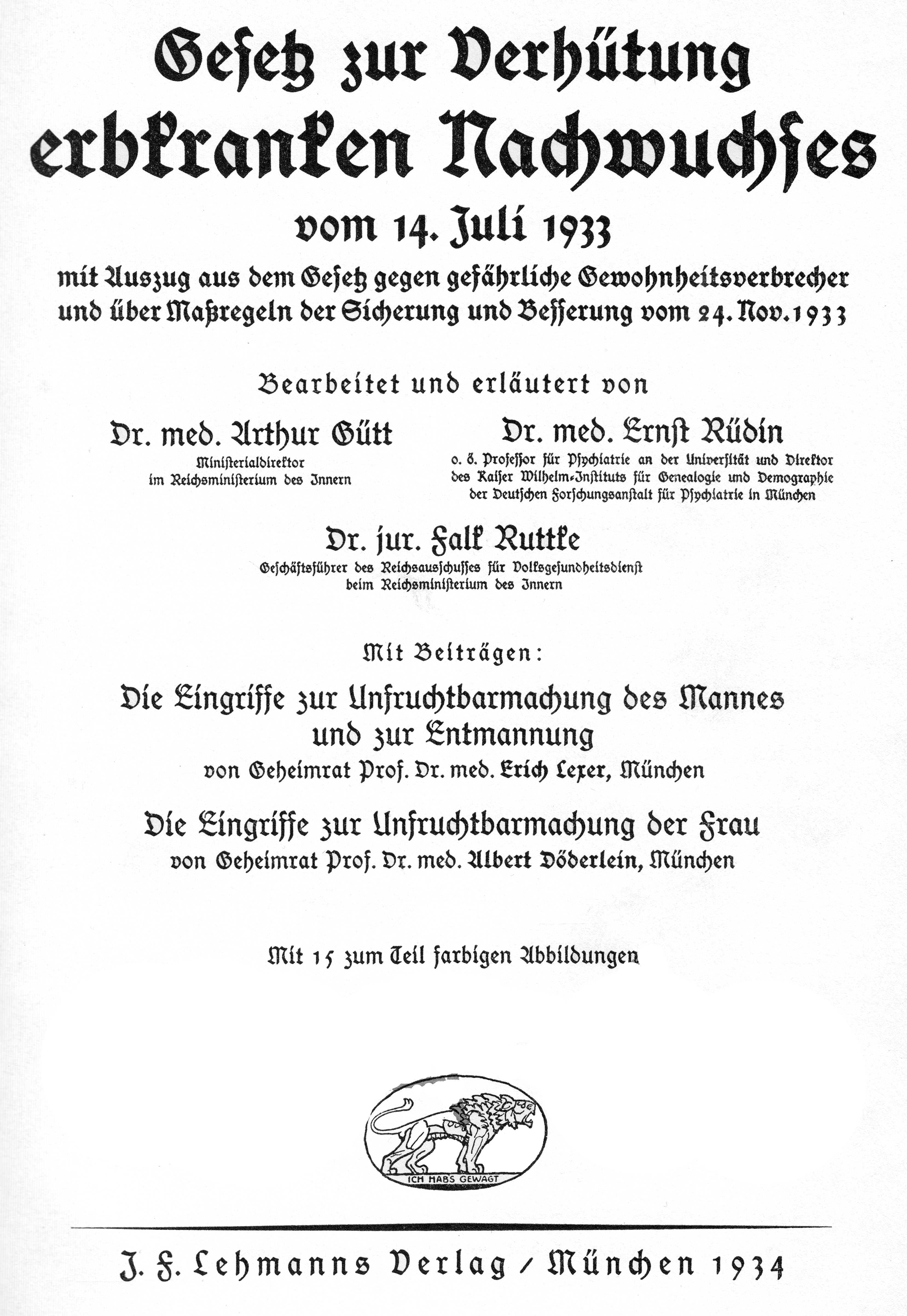
Titelblatt von: Arthur Gütt / Ernst Rüdin / Falk Ruttke: Gesetz zur Verhütung erbkranken Nachwuchses vom 14. Juli 1933. München 1934; mit der Angabe des Beitrags von Döderlein: Die Eingriffe zur Unfruchtbarmachung der Frau.

Nach der Machtergreifung der Nationalsozialisten und der Verabschiedung des Sterilisationsgesetzes schrieb er einen Beitrag zum offiziellen Gesetzeskommentar: Die Eingriffe zur Unfruchtbarmachung der Frau und beschrieb darin ein von ihm seit 1926 angewandtes kontrazeptives Verfahren. Nach seiner Emeritierung 1934 wurde er Mitherausgeber der Münchner Medizinischen Wochenschrift, deren „Fragekasten“ er anregte
Der Gynäkologe Gustav Döderlein, Ordinarius an der Universitätsfrauenklinik Jena, war sein Sohn.

## Ehrungen
Im Jahr 1926 wurde er als Mitglied in die Deutsche Akademie der Naturforscher Leopoldina aufgenommen und 1940 erhielt er die Goethe-Medaille für Kunst und Wissenschaft.

## Trivia
Der russische Schriftsteller und Arzt Michail Bulgakow zitierte 1925 in seinen Aufzeichnungen eines jungen Arztes die Gefahren der Wendung aus dem „Döderlein“.

## Veröffentlichungen (Auswahl)
- mit Ernst Bach: Gynäkologische Indikationen zur Schwangerschaftsunterbrechung und Unfruchtbarmachung. In: Reichsärztekammer (Hrsg.): Richtlinien für Schwangerschaftsunterbrechung und Unfruchtbarmachung aus gesundheitlichen Gründen. Bearbeitet von Hans Stadler. J. F. Lehmanns Verlag, München 1936, S. 114–124